# Avjoniserat vatten
Avjonat vatten eller avjoniserat vatten är vatten som har gått igenom ett par av jonbytarkolonner, så att alla positiva joner byts ut mot  H3O+ (flera oxoniumjoner, om det var en jon med större laddning än +1) och alla negativa joner byts ut mot hydroxidjoner. Eftersom det blir lika många oxoniumjoner som hydroxidjoner (det måste ju ha funnits lika många positiva som negativa laddningar från början) blir det bara vatten på slutet. Däremot kan till exempel socker eller etanol ta sig igenom kolonnerna, eftersom de inte är joner.